# Lutjanus alexandrei
Lutjanus alexandrei är en fiskart som beskrevs av Moura och Lindeman 2007. Lutjanus alexandrei ingår i släktet Lutjanus och familjen Lutjanidae. Inga underarter finns listade i Catalogue of Life.